# 가학 나들목
가학 나들목(Gahak IC)은 경기도 광명시 노온사동에 설치될 예정인 평택파주고속도로의 교차로이다.

## 연혁
- 2018년 2월 20일 : 광명 ~ 서울고속도로 신설을 위해 광명시 도시계획시설 교통광장에 노온사동 일원을 가학 나들목으로 고시[1]

## 구조물 정보
- 위치 : 경기도 광명시 노온사동

## 접속하는 도로
- 서독로